# Victorias de Montréal

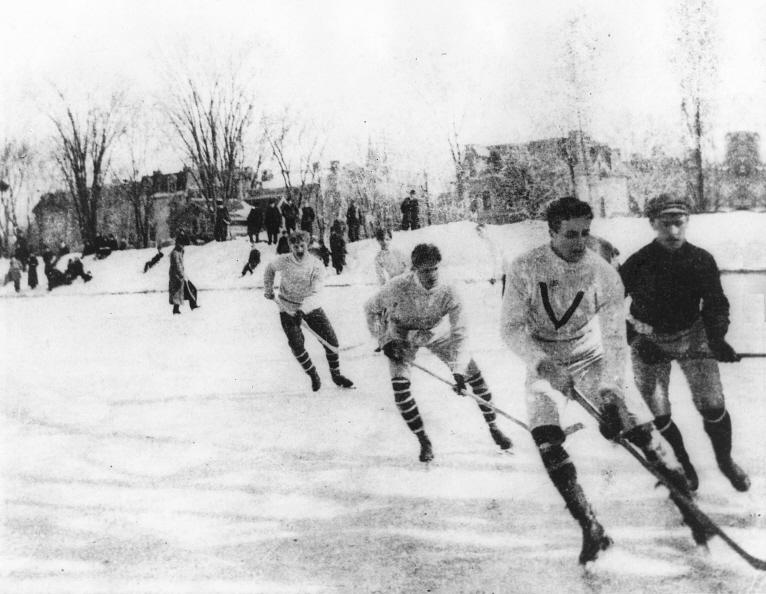
Les Victorias de Montréal, vers 1895

L'équipe des Victorias de Montréal (1883-1908) est une équipe de hockey sur glace de Montréal, au Québec, Canada. L'équipe joue ses matchs à domicile sur la patinoire du Victoria Skating Rink.

## Historique
L'équipe a été créée en 1883 au cours du carnaval d'hiver de Montréal. Elle a joué dans les ligues suivantes :
- Association de hockey amateur du Canada (1887 à 1898)
- Ligue canadienne de hockey amateur (1898-1905)
- Association amateur de hockey du Canada de l'est (1905-1908)
- Ligue de hockey de la ville de Montréal

### Coupe Stanley 1895
Pour la saison 1895, Mike Grant devient le nouveau capitaine de son équipe qu'il guide à la première place du classement de l'AHAC avec six victoires et deux défaites en huit rencontres tandis que Norman Rankin est le deuxième meilleur buteur de la ligue avec onze filets inscrits. Selon les règles en vigueur à l'époque les Victorias doivent recevoir la Coupe Stanley mais les trustees de la Coupe décident que le Montreal Hockey Club, champion en titre de la Coupe Stanley, doit jouer un match contre l'Université Queen's de l'Association de hockey de l'Ontario pour savoir à qui revient la Coupe. Avec la victoire 5-1 du Montreal Hockey Club, la Coupe reste dans l'AHAC et les Victorias mettent la main sur leur première Coupe Stanley.
L'équipe sacrée championne est la suivante : 
- Gardiens de but : Robert Jones, Jim Fenwick et Hartland MacDougall
- Défenseurs : Harold Henderson, Ronald Elliot et William Pullan en tant que point et Mike Grant en tant que coverpoint et capitaine
- rover[Note 2] : Graham Drinkwater
- Attaquants : Shirley Davidson, Robert MacDougall et Norman Rankin

### Coupes Stanley décembre 1896 et 1897
Les Victorias de Montréal terminent une nouvelle fois en tête de l'AHAC au terme de la saison 1896 avec sept victoires et une seule défaite. Les joueurs des Victorias de Winnipeg défient Grant et ses coéquipiers ; la rencontre a lieu le 14 février 1896 et Winnipeg l'emporte 2-0 avec un blanchissage de leur gardien George Merritt ; Dan Bain inscrit le premier but et C.J. « Tote » Campbell le second.
Les joueurs de Montréal veulent prendre leur revanche mais en raison de conditions météorologiques peu favorables le match entre les deux équipes n'a lieu qu'au mois de décembre 1896. Menés 4-2 par leur rivaux, dont deux buts de Dan Bain, les joueurs de Montréal réagissent et remportent la rencontre 6-5 dont trois buts par Ernie McLea. Les Victorias remportent un troisième titre consécutif de champions de l'AHAC à la fin de la saison 1897 avec encore une fois une seule défaite sur les huit rencontres disputées. Ils sont ainsi officiellement à nouveau champions de la Coupe Stanley en décembre 1896.
L'effectif des Victorias lors de la victoire du 30 décembre 1896 le suivant : 
- Gardiens de buts Robert Jones et Gordon Lewis
- Défenseur : Harold Henderson et Hartland MacDougall en tant que point et Mike Grant, coverpoint et capitaine
- Rover : Graham Drinkwater
- Attaquants : Cam Davidson, Shirley Davidson, Dave Gillilan, Robert MacDougall, Ernest McLea, William « Reg » Wallance et Stanley Willett

## Honneurs
- Coupe Stanley : l'équipe a gagné la Coupe en 1895, décembre 1896, 1897, 1898 et février 1899.
- Champion de l'AHA : 1895, 1896, 1897 et 1898 avec Mike Grant comme capitaine.